# Euxoa fieldii
Euxoa fieldii är en fjärilsart som beskrevs av Dyar 1908. Euxoa fieldii ingår i släktet Euxoa och familjen nattflyn. Inga underarter finns listade i Catalogue of Life.